# Pospornica japońska
Pospornica japońska (Pittosporum tobira) – gatunek rośliny z rodziny pospornicowatych Pittosporaceae. Pochodzenie: Chiny, Japonia, Korea. Strefy mrozoodporności: 8-10. Gatunek średnio odporny na zasolenie gleby, występuje w pasie subtropikalnej roślinności nadbrzeżnej.

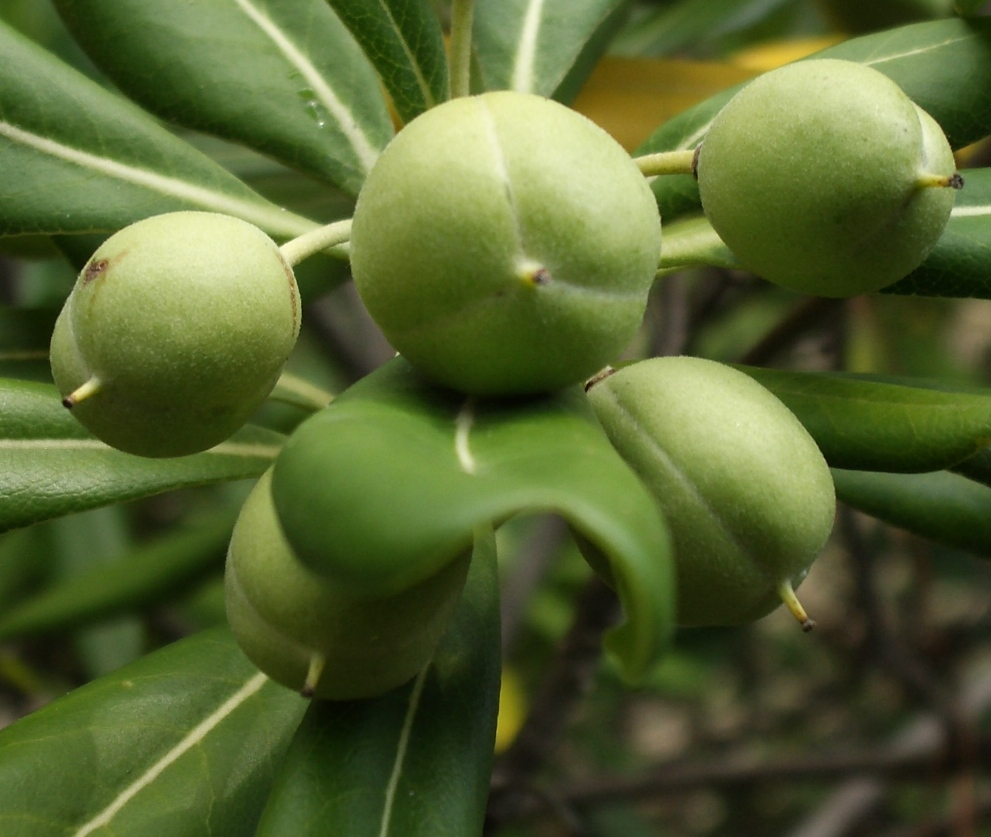
Owoce

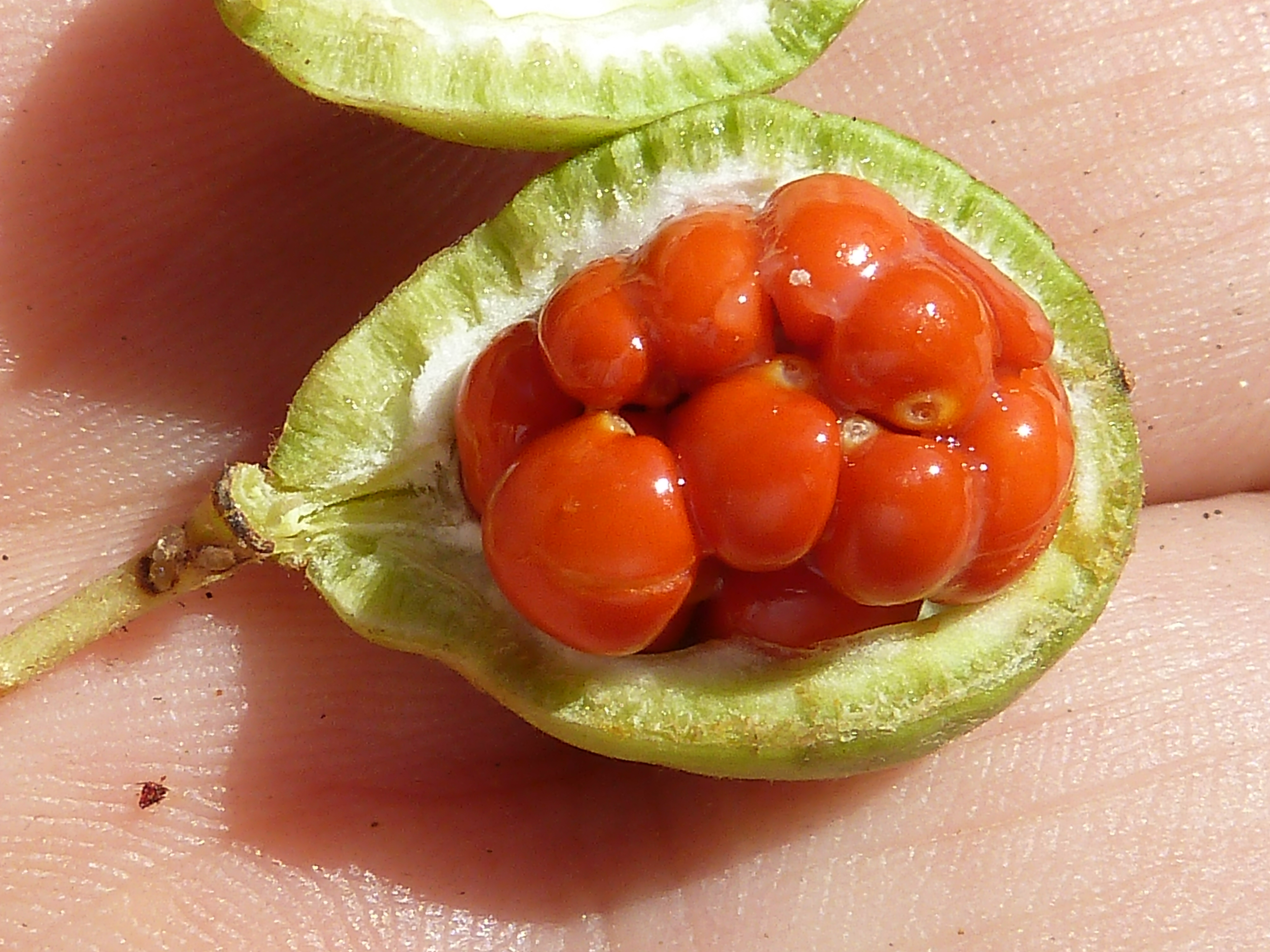
Otwarty owoc

## Morfologia
PokrójWiecznie zielony krzew lub niewielkie drzewo osiągające do 5 m wysokości.
LiścieOdwrotnie jajowate, o zaokrąglonych końcach, mięsiste, błyszczące, na brzegach podwinięte.
KwiatyDzwonkowate, kremowobiałe wpadające w żółty, o cytrusowym zapachu, zebrane w kuliste baldachy na końcach pędów.
OwoceOkrągłe, żółte, nasiona czerwone.

## Zastosowanie
- Gatunek sadzony jako popularna roślina ozdobna, często w żywopłotach[5].